# Montañas Richardson
Las montañas Richardson (en inglés: Richardson Mountains) son una cadena montañosa ubicada al oeste de la desembocadura del río Mackenzie en el norte de Yukón, Canadá. Discurren en paralelo a la parte más septentrional de la frontera entre el Yukón y los Territorios del Noroeste. Con una extensión de 408 km en dirección norte-sur y de 255 km en dirección este-oeste, cubren una superficie de 46 680 km². El punto más elevado es el
punto culminante de una subcordillera, las montañas White, que supera los 1680 m. o el pico Manuel (Manuel Peak), con 1722 m.
Orográficamente, las montañas Richardson se consideran tanto parte de la meseta del Yukon como una subcordillera de la cordillera Brooks, que se encuentra principalmente en Alaska. Junto con este última, los geólogos y geógrafos estadounidenses también las consideran una transición a las montañas Mackenzie y una extensión de las Montañas Rocosas canadienses. Aun así, algunas fuentes consideran que las montañas Richardson son parte de las Rocosas canadienses, aunque el límite norte comúnmente aceptado de las mismas es el río Liard , que se encuentra muy al sur. 
La autopista Dempster, que une las localidades de Dawson City e Inuvik, en el delta del Mackenzie, cruza las montañas Richardson. 
La cadena montañosa recibió su nombre en honor a sir John Richardson, un historiador natural, médico, botánico y geólogo escocés que participó en la Expedición Río Mackenzie (1825-1827).